# Aukščiausioji lyga 1982
L'edizione 1982 dell'Aukščiausioji lyga fu la trentottesima come campionato della Repubblica Socialista Sovietica Lituana; il campionato fu vinto dal Pažanga Vilnius, giunto al suo 2º titolo.

## Formula
Fu confermata la formula a girone unico: le squadre scesero da 18 a 16, con le retrocesse Nevėžis Kėdainiai, Šviesa Vilnius, Dainava Alytus, Utenis Utena e Sveikata Kybartai sostituite da Atletas Kaunas, Širvinta Vilkaviškis e dalla squadra giovanile della Lituania.
Le 16 formazioni si incontrarono in gironi di andata e ritorno, tranne che la squadra giovanile della Lituania (che affrontò una sola volta tutte le altre squadre) per un totale di 29 incontri per squadra. Le squadre classificate agli ultimi due posti retrocessero.

## Classifica finale
|                        | Pos. | Squadra                          | Pt | G  | V  | N  | P  | GF | GS | DR  |
| ---------------------- | ---- | -------------------------------- | -- | -- | -- | -- | -- | -- | -- | --- |
| RSS Lituana (bandiera) | 1.   | Pažanga Vilnius                  | 46 | 29 | 18 | 10 | 1  | 54 | 20 | +34 |
|                        | 2.   | Granitas Klaipėda                | 42 | 29 | 17 | 8  | 4  | 45 | 23 | +22 |
|                        | 3.   | Tauras Šiauliai                  | 40 | 29 | 16 | 8  | 5  | 41 | 22 | +19 |
|                        | 4.   | Kelininkas Kaunas                | 39 | 29 | 14 | 11 | 4  | 47 | 19 | +28 |
|                        | 5.   | Ekranas                          | 33 | 29 | 11 | 11 | 7  | 40 | 24 | +16 |
|                        | 6.   | Atmosfera Mažeikiai              | 33 | 29 | 11 | 11 | 7  | 23 | 17 | +6  |
|                        | 7.   | Aušra Vilnius                    | 30 | 29 | 11 | 8  | 10 | 34 | 33 | +1  |
|                        | 8.   | Statybininkas Šiauliai           | 28 | 29 | 9  | 10 | 10 | 23 | 22 | +1  |
|                        | 9.   | Banga Kaunas                     | 27 | 29 | 11 | 5  | 13 | 35 | 35 | +0  |
|                        | 10.  | Vienybė Ukmergė                  | 26 | 29 | 9  | 8  | 12 | 38 | 38 | +0  |
|                        | 11.  | Statyba Jonava                   | 25 | 29 | 7  | 11 | 11 | 35 | 36 | -1  |
|                        | 12.  | Inkaras Kaunas                   | 21 | 29 | 4  | 13 | 12 | 18 | 34 | -16 |
|                        | 13.  | Atletas Kaunas                   | 20 | 29 | 5  | 10 | 14 | 18 | 32 | -14 |
|                        | 14.  | Politechnika Kaunas              | 20 | 29 | 6  | 8  | 15 | 29 | 46 | -17 |
|                        | 15.  | Širvinta Vilkaviškis             | 11 | 29 | 4  | 3  | 22 | 20 | 72 | -52 |
|                        | 16.  | Squadra giovanile della Lituania | 7  | 15 | 2  | 3  | 10 | 5  | 32 | -27 |